# Чайна-таун (Мельбурн)
Чайна-таун (англ. Chinatown) — один из районов Мельбурна (штат Виктория, Австралия). Расположен в восточной части улицы Литл-Бурк-стрит, между границами улиц Суонстон-стрит и Спринг-стрит. Известен как самое продолжительное китайское поселение Западного мира и самый старый китайский квартал Южного полушария.

## История
Мельбурнский Чайна-таун был основан во время золотой лихорадки в штате Виктория, в 1851 году, когда китайские старатели присоединились к поискам золота в регионе. Мельбурнский чайна-таун является старейшим в Австралии, старейшим поселением китайцев в Австралии и вторым по величине китайским поселением в западном мире.
В 2010 году первый этаж Китайского музея был переделан под центр для посетителей мельбурнского Чайна-тауна.